# Nitroplus
Nitroplus, anche Nitro+, è una software house nipponica dedita alla realizzazione e produzione di visual novel, con presenza di alcuni titoli eroge. Nitroplus ha inoltre collaborato con Type-Moon, altra casa produttrice di visual novel, per creare la light novel Fate/Zero. I loro lavori sono spesso caratterizzati dalla presenza, leggera o più preponderante, di tematiche alquanto cupe, con tratti di horror, thriller e/o dark fantasy. Nitroplus possiede anche un ramo dell'azienda, denominato Nitro+Chiral, prettamente incentrato sulle visual novel Boys' Love. La sua mascotte è Super Sonico.

## Visual novel prodotte
- Phantom -PHANTOM OF INFERNO- (25 febbraio 2000)
- Kyuuketsu Senki Vjedogonia (26 gennaio 2001)
- Kikokugai: The Cyber Slayer (29 marzo 2002)
- Hello, world. (27 settembre 2002)
- Zanma Taisei Demonbane (25 aprile 2003)
- Saya no uta (26 dicembre 2003)
- Phantom INTEGRATION (17 settembre 2004)
- Angelos Armas -Tenshi no Nichou Kenju- (28 gennaio 2005)
- Jingai Makyō (24 giugno 2005)
- Hanachirasu (30 settembre 2005)
- Sabbat Nabe (Dicembre 2005)
- Kishin Hishou Demonbane (26 maggio 2006)
- Gekkō no Carnevale (26 gennaio 2007)
- Zoku Satsuriku no Django ~Jigoku no Shoukinkubi~ (27 luglio 2007)
- Sumaga (26 settembre 2008)
- Sumaga Special (26 giugno 2009)
- Full Metal Daemon: Muramasa (30 ottobre 2009)
- Axanael (17 dicembre 2010)
- SoniComi (2011)
- Guilty Crown: Lost Christmas (26 luglio 2012)
- Phenomeno - Mitsurugi Yoishi wa kowagaranai (2012)
- Kimi to Kanojo to Kanojo no Koi (2013)
- Tokyo Necro (2016)
- Mojika (2018)

### 5pb. x Nitro+
- Chaos;Head (25 aprile 2008)
- Chaos;Head Noah (26 febbraio 2009)
- Steins;Gate (15 ottobre 2009)
- Robotics;Notes (28 giugno 2012)
- Chaos;Child (18 dicembre 2014)

### Nitro+Chiral
- Togainu no Chi (25 febbraio 2005/29 maggio 2008)
- Lamento -Beyond the Void- (10 novembre 2006)
- CHiRALmori (25 gennaio 2008)
- sweet pool (19 dicembre 2008)
- DRAMAtical Murder (23 marzo, 2012)
- DRAMAtical Murder re:connect  (26 aprile, 2013)
- Slow Damage  (14 agosto, 2022)